# Huskvarna stadshotell (1912)
Ej att förväxla med Huskvarna stadshotell (2006)
Huskvarna stadshotell var ett stadshotell i Huskvarna. 

## Historik
År 1912 lät källarmästare Christian Nordin bygga Huskvarnas första stadshotell på hörntomten Linnégatan/Norra Esplanaden (senare omdöpt till Erik Dahlbergsgatan). Då hade Jönköping–Gripenbergs Järnväg varit i drift sedan 1900. Ritningarna gjordes av Oskar Ängfors, ägare till Ängfors snickerifabrik i Hovslätt. Av ritningarna framgick att stadshotellet skulle få en "relativt enkel utformning med släta putsade fasader utan dekor, höga brutna tak och ett uppskjutande hörntorn". 
På grund av ekonomiska problem lades hotellverksamheten ned 1920, varpå KFUM köpte byggnaden. Den revs på 1960-talet för att ge plats för en ett annex till dåvarande Huskvarna stadshus. Tillbyggnaden uppfördes 1967-1968 fick en liknande utformning som stadshuset.

## Nya Huskvarna stadshotell
Mot slutet av 1900-talet öppnades ett nytt hotell med namnet Huskvarna stadshotell tvärs över Linnégatan i hörnet mot Erik Dahlbergsgatan.